# فهرست نبردناوها و رزم‌ناوهای آلمانی
این فهرست شامل تمامی نبردناوها و رزم‌ناوهای آلمانی و همچنین کشتی‌های خط و ناوهای بزرگ نیروی دریایی امپراتوری آلمان و کشتی‌های زرهی نیروی دریایی رایش سوم می‌باشد.
| کلاس                       | کشتی          | کشتی                                                                                                | کشتی                                                                       | کشتی                              | مشخصات فنی | مشخصات فنی    | مشخصات فنی                                | نوع                               |
| کلاس                       | ساخته /برنامه | نام                                                                                                 | دوره خدمت (میلادی)                                                         | محل خدمت                          | وزن (تن)   | سرعت (گره)    | تسلیحات اصلی                              | نوع                               |
| -------------------------- | ------------- | --------------------------------------------------------------------------------------------------- | -------------------------------------------------------------------------- | --------------------------------- | ---------- | ------------- | ----------------------------------------- | --------------------------------- |
| کلاس براندنبورگ            | ۴/۴           | کورفورست فریدریش ویلهلم ---- براندنبورگ ---- وایسنبورگ ---- وورت                                    | †۱۸۹۴-۱۹۱۵ ---- ۱۸۹۳-۱۹۱۹ ---- ۱۸۹۴-۱۹۳۳ ---- ۱۸۹۳-۱۹۱۹                    | ----                              | ۱۰٬۶۰۰     | ۱۶٫۹          | ۴ × L/40 (ک. ۲۸ س‌م) و ۲ × L/35 (ک. ۲۸ س‌م) | کشتی خط                           |
| کلاس قیصر فریدریش سوم      | ۵/۵           | قیصر فریدریش سوم ---- قیصر ویلهلم دوم ---- قیصر کارل بزرگ ---- قیصر ویلهلم بزرگ ---- قیصر بارباروسا | ۱۸۹۸-۱۹۲۰ ---- ۱۸۹۷-۱۹۲۱ ---- ۱۸۹۹-۱۹۲۰ ---- ۱۸۹۹-۱۹۲۰ ---- ۱۹۰۰-۱۹۲۰      |                                   | ۱۱٬۱۵۰     | ۱۸            | ۴ × L/۴۰ (ک. ۲۴ س‌م)                       | کشتی خط                           |
| کلاس ویتلزباخ              | ۵/۵           | ویتلزباخ ---- وتین ---- زیرینن ---- شوابن ---- مکلنبورگ                                             | ۱۹۰۲-۱۹۲۱ ---- ۱۹۰۳-۱۹۲۲ ---- †۱۹۰۳-۱۹۴۴ ---- ۱۹۰۳-۱۹۲۱ ---- ۱۹۰۳-۱۹۲۱     | ----                              | ۱۱٬۷۰۰     | ۱۸            | ۴ × L/۴۰ (ک. ۲۴ س‌م)                       | کشتی خط                           |
| کلاس براونشوایگ            | ۵/۵           | براونشوایگ ---- الزاس ---- هسن ---- پویسن ---- لترینگن                                              | ۱۹۰۴-۱۹۳۱ ---- ۱۹۰۴-۱۹۳۱ ---- ۱۹۰۵-۱۹۶۰ ---- ۱۹۰۵-۱۹۳۱ ---- ۱۹۰۶-۱۹۳۱      | ----                              | ۱۲٬۸۰۰     | ۱۸٫۷          | ۴ × L/۴۰ (ک. ۲۸ س‌م)                       | کشتی خط                           |
| کلاس دویچلند (۱۹۰۴)        | ۵/۵           | دویچلند ---- هانوفر ---- پامرن ---- شلیزین ---- شلسویگ-هولشتاین                                     | ۱۹۰۶-۱۹۲۰ ---- ۱۹۰۷-۱۹۳۵ ---- †۱۹۰۷-۱۹۱۶ ---- †۱۹۰۸-۱۹۴۵ ---- †۱۹۰۸-۱۹۴۵   | ----                              | ۱۲٬۹۰۰     | ۱۸٫۵          | ۴ × L/۴۰ (ک. ۲۸ س‌م)                       | کشتی خط                           |
| کلاس ناسائو                | ۴/۴           | ناسائو ---- وستفالن ---- راینلند ---- پوزن                                                          | ۱۹۰۹-۱۹۱۹ ---- ۱۹۰۹-۱۹۱۹ ---- ۱۹۱۰-۱۹۱۸ ---- ۱۹۱۰-۱۹۱۹                     |                                   | ۱۸٬۵۰۰     | ۱۹٫۰          | ۱۲ × SK L/۴۵ (ک. ۲۸ س‌م)                   | کشتی خط بزرگ (نبردناو)            |
| کلاس هلگولند               | ۴/۴           | هلگولند ---- استفریسلند ---- تورینگن ---- اولدنبورگ                                                 | ۱۹۱۱-۱۹۱۹ ---- ۱۹۱۱-۱۹۱۹ ---- ۱۹۱۱-۱۹۱۹ ---- ۱۹۱۲-۱۹۱۹                     |                                   | ۲۲٫۴۰۰     | ۲۰٬۸          | ۱۲ × SK L/۵۰ (ک. ۳۰٬۵ س‌م)                 | کشتی خط بزرگ (نبردناو)            |
| فُن دِر تَن                   | ۱/۱           | فُن دِر تَن                                                                                            | †۱۹۱۰-۱۹۱۹                                                                 |                                   | ۱۹٫۰۰۰     | ۲۴٬۸          | ۸ × SK L/۴۵ (ک. ۲۸ س‌م)                    | رزم‌ناو بزرگ                       |
| کلاس مولتکه                | ۲/۲           | مولتکه ---- گوبن                                                                                    | †۱۹۱۱-۱۹۱۹ ---- ۱۹۱۲-۱۹۵۴                                                  | ----                              | ۲۲٫۶۰۰     | ۲۸٬۴          | ۱۰ × SK L/۵۰ (ک. ۲۸ س‌م)                   | رزم‌ناو بزرگ                       |
| زایدلیتس                   | ۱/۱           | زایدلیتس                                                                                            | †۱۹۱۳-۱۹۱۹                                                                 |                                   | ۲۳٫۷۰۰     | ۲۸٬۱          | ۱۰ × SK L/۵۰ (ک. ۲۸ س‌م)                   | رزم‌ناو بزرگ                       |
| کلاس قیصر                  | ۵/۵           | قیصر ---- فریدریش کبیر ---- کایزرین ---- پرینتسریگنت لویتپولد ---- کونیگ آلبرت                      | †۱۹۱۲-۱۹۱۹ ---- †۱۹۱۲-۱۹۱۹ ---- †۱۹۱۳-۱۹۱۹ ---- †۱۹۱۲-۱۹۱۹ ---- †۱۹۱۲-۱۹۱۹ |                                   | ۲۴٫۳۰۰     | ۲۳٬۴          | ۱۰ × SK L/۵۰ (ک. ۳۰٬۵ س‌م)                 | کشتی خط بزرگ (نبردناو)            |
| کلاس کونیگ                 | ۴/۴           | کونیگ ---- گروسر کورفورست ---- مارک‌گراف ---- کرونپرینتس                                             | †۱۹۱۴-۱۹۱۹ ---- †۱۹۱۴-۱۹۱۹ ---- †۱۹۱۴-۱۹۱۹ ---- †۱۹۱۴-۱۹۱۹                 |                                   | ۲۵٫۴۰۰     | ۲۳٬۰          | ۱۰ × SK L/۵۰ (ک. ۳۰٬۵ س‌م)                 | کشتی خط بزرگ (نبردناو)            |
| کلاس درفلینگر              | ۳/۳           | درفلینگر ---- لوتسو ---- هیندنبورگ                                                                  | †۱۹۱۴-۱۹۱۹ ---- †۱۹۱۵-۱۹۱۶ ---- †۱۹۱۷-۱۹۱۹                                 |                                   | ۲۶٫۳۰۰     | ۲۶٬۵          | ۸ × SK L/۵۰ (ک. ۳۰٬۵ س‌م)                  | رزم‌ناو بزرگ                       |
| کلاس بایرن                 | ۲/۴           | بایرن ---- بادن ---- زاکسن ---- وورتمبرگ                                                            | †۱۹۱۶-۱۹۱۹ ---- ۱۹۱۶-۱۹۱۹ ---- به اتمام نرسید ---- به اتمام نرسید          |                                   | ۲۸٫۰۰۰     | ۲۲٬۰          | ۸ × SK L/۴۵ (ک. ۳۸ س‌م)                    | کشتی خط بزرگ (نبردناو)            |
| کلاس مکنسن (۱۹۱۵)          | ۰/۴           | مکنسن ---- جایگزینی با فرِیا ---- گراف‌اشپی ---- جایگزینی با فریدریش کارل                             | به اتمام نرسید ---- به اتمام نرسید ---- به اتمام نرسید ---- به اتمام نرسید |                                   | (۳۰.۵۰۰)   | (۲۸٬۰)        | ۸ × SK L/۴۵ (ک. ۳۵ س‌م)                    | رزم‌ناو بزرگ                       |
| Ersatz-Yorck-Klasse (۱۹۱۶) | 0/3           | Ersatz Yorck Ersatz Gneisenau Ersatz Scharnhorst                                                    | nicht fertiggestellt nicht begonnen                                        |                                   | (32.900)   | (27,3)        | 8 × 38 cm SK L/۴۵                         | Großer Kreuzer (Schlachtkreuzer)  |
| Projekt L 20 e α (۱۹۱۷/۱۸) |               | | nicht begonnen                                                             |                                   | (48.000)   | (26)          | 8 × 42 cm SK L/۴۵                         | Großlinienschiff (Schlachtschiff) |
| Deutschland-Klasse (1931)  | 3/3           | Deutschland Admiral Scheer Admiral Graf Spee                                                        | ۱۹۳۳-۱۹۴۵†³ ۱۹۳۴-۱۹۴۵† ۱۹۳۶-۱۹۳۹†³                                         | الگو:DEU-SK-1921 الگو:DEU-SK-1938 | 10.000     | 28,0 bis ۲۸٬۵ | 6 × 28,0 cm Sk C/28 L/۵۲                  | کشتی زرهی                         |
| Scharnhorst-Klasse         | 2/2           | Scharnhorst Gneisenau                                                                               | ۱۹۳۹-۱۹۴۳† ۱۹۳۸-۱۹۴۲                                                       | الگو:DEU-SK-1938                  | 31.800     | 31,5          | 9 × 28,0 cm Sk C/34 L/۵۴٬۵                | Schlachtschiff                    |
| Bismarck-Klasse            | 2/2           | Bismarck Tirpitz                                                                                    | ۱۹۴۰-۱۹۴۱† ۱۹۴۱-۱۹۴۴†                                                      | الگو:DEU-SK-1938                  | 42.000     | 30,8          | 8 × 38 cm Sk C/34 L/۵۲                    | Schlachtschiff                    |
| H-Klasse (۱۹۳۹)            | 0/6           | Schlachtschiff H und J Schlachtschiff K bis N                                                       | nicht fertiggestellt nicht begonnen                                        |                                   | (52.600)   | (30)          | 8 × 40,6 cm Sk C/34 L/۵۲                  | Schlachtschiff                    |
| O-Klasse (۱۹۳۹)            | 0/3           | Schlachtkreuzer O bis Q                                                                             | nicht begonnen                                                             |                                   | (30.500)   | (35)          | 6 × 38 cm                                 | Schlachtkreuzer                   |
| P-Klasse (۱۹۳۹)            | 0/12          | | nicht begonnen                                                             |                                   | (27.500)   | (33)          | 6 × 28 cm Sk C/34 L/۵۴٬۵                  | Panzerschiff                      |